# Luis Gutiérrez
Luis Vicente Gutiérrez (Chicago, 10 dicembre 1953) è un politico e attivista statunitense, membro della Camera dei Rappresentanti per lo stato dell'Illinois dal 1993 al 2019.

## Biografia
Nato a Chicago, Gutiérrez è figlio di immigrati portoricani, che tornarono in patria quando lui era ragazzo. A Porto Rico Gutiérrez imparò la lingua spagnola, ma rientrò negli Stati Uniti nel 1974 per frequentare l'università. Dopo aver sposato la sua fidanzata portoricana, Gutiérrez lavorò come tassista e assistente sociale per poi entrare in politica con il Partito Democratico.
Dopo un periodo di attivismo, nel 1985 venne eletto all'interno del consiglio comunale di Chicago e vi rimase fino al 1992, quando si candidò alla Camera dei Rappresentanti. Gutiérrez riuscì ad essere eletto con un ampio margine di scarto e gli elettori lo riconfermarono per altri dodici mandati negli anni successivi, finché nel 2018 annunciò la propria intenzione di lasciare il Congresso dopo ventisei anni di permanenza.
Ideologicamente Gutiérrez è un fervente progressista: nel corso degli anni si è occupato di tematiche come i diritti civili, le norme sull'immigrazione e la tutela dei lavoratori. Spesso si è reso protagonista di episodi di disobbedienza civile.